# Torsgatan

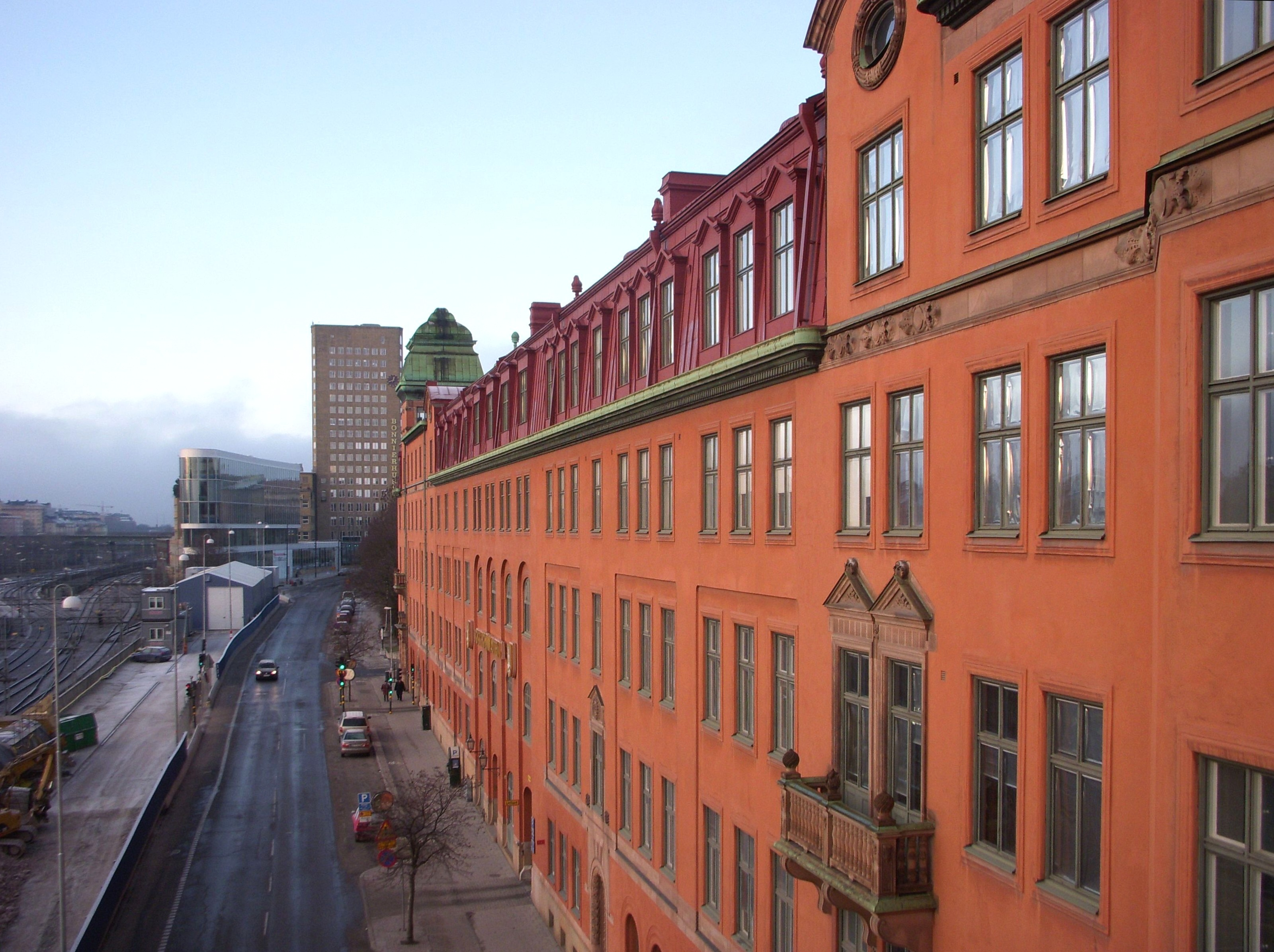
Torsgatan och byggnaden för Stockholm Vatten 2008. I bakgrunden syns Bonnierhuset.

Torsgatan är en huvudgata i stadsdelarna Norrmalm och Vasastaden i Stockholms innerstad. Torsgatan börjar i söder vid Norra Bantorget och följer bangården norrut i nord-västlig riktning. Ungefär i höjd med Sabbatsbergs sjukhus svänger gatan norrut, korsar Sankt Eriksplan och Sankt Eriksgatan, och slutar vid Torsplan i höjd med Norra Stationsgatan. Solnavägen utgör dess fortsättning i Solna kommun.

## Historik
Sitt nuvarande namn fick Torsgatan vid stora namnrevisionen 1885 och namnet låg under kategorin “den nordiska gudaläran”, där Tor var en av de främsta inom den nordiska gudarsagan. Vid namnrevisionen beskrevs gatan såsom “vägen till Rörstrand från norra järnvägsstationen förbi Sabbatsberg och Atlas samt vidare norrut". Förutom Sabbatsbergs sjukhus hade Mjölkcentralen mellan 1880- och 1980-talen här sitt huvudmejeri.  
Vid Torsgatan finns även Bonnierhuset och Bonniers konsthall samt SPP Livförsäkrings huvudkontor. Den största byggnaden längs Torsgatan är anläggningen som byggdes för Stockholms gasverk och Stockholms vattenledningsverk mellan åren 1903 till 1906 efter arkitekterna Ferdinand Bobergs och Gustaf de Frumeries ritningar. 
Stockholms första med asfalt belagda gata blev klar 1910. Det var Asfalts- och Cementbolaget som utan kostnad försåg en del av Torsgatan – mitt för den dåvarande "lilla planteringen" vid Norra Bantorget – med den nya gatubeläggningen.

### Spårväg
Sträckan mellan Norra Bantorget och Odengatan trafikerades från år 1894 av hästspårvagnar (Vasastadslinjen). Trafiken flyttades till Dalagatan den 7 november 1902.

## Historiska bilder

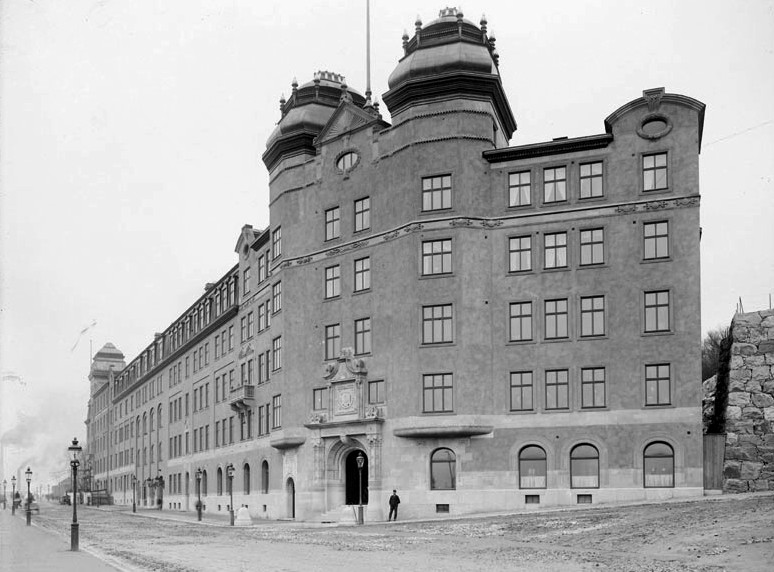
Torsgatan och byggnaden för Stockholms gasverk 1914
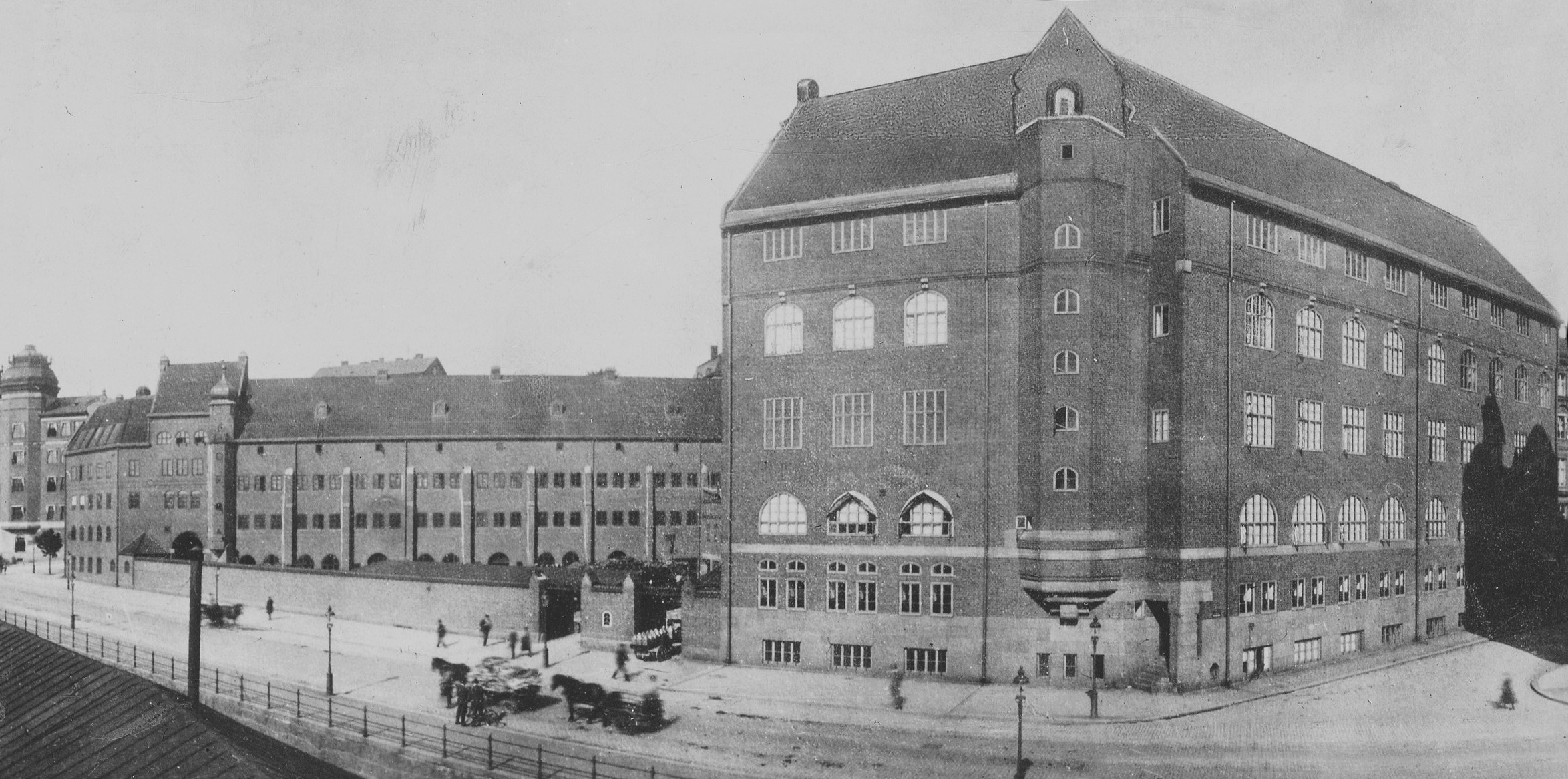
Mjölkcentralen 1916
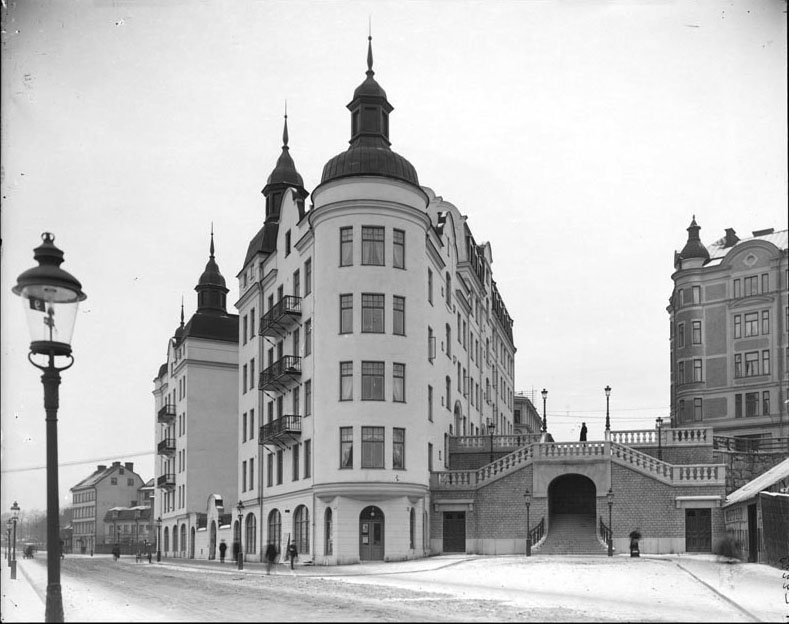
Kvarteret Lärjungen , 1902